# 質量效應：迷途楷模
《質量效應：迷途楷模》（英語：Mass Effect: Paragon Lost）是一部2012年以質量效應系列為主題的動畫電影，由BioWare、Funimation及T.O Entertainment共同製作，動畫方面由Production I.G負責。故事背景設定為《質量效應3》的前傳，講述早期聯盟陸戰隊的James Vega，率領一支精英特種小隊對抗神秘的外星威脅「收集者」（The Collectors），以及保護在遙遠星系的一個殖民星球上的平民。2012年11月29日於指定的戲院內放映。2012年12月14日可以透過Xbox Live及PlayStation Network付款下載，而DVD及藍光光碟於2012年12月28日發售。

## 配音員
- 小弗雷迪·普林斯 飾 James Vega
- 莫尼卡·里亞爾（英语：Monica Rial） 飾 Treeya Nuwani
- 埃里克·瓦爾（英语：Eric Vale） 飾 Essex
- 勞拉·貝利 飾 Kamille
- 維奇·米格諾拿（英语：Vic Mignogna） 飾 Messner
- Marc Swint 飾 Mason
- 托德·哈博肯（英语：Todd Haberkorn） 飾 Milque
- 喬希·格雷爾（英语：Josh Grelle） 飾 Nicky
- 卡拉·愛德華（英语：Kara Edwards） 飾 Christine
- 婕德·薩克斯頓（英语：Jad Saxton） 飾 April
- 特拉維斯·威林厄姆 飾 Captain Toni
- 賈森·道格拉斯（英语：Jason Douglas） 飾 Archuk
- 賈斯汀·庫克（英语：Justin Cook） 飾 Brood
- Bruce Carey 飾 Admiral Steven Hackett
- 帕特里克·塞茨（英语：Patrick Seitz） 飾 David Anderson
- 傑米·馬奇（英语：Jamie Marchi） 飾 Liara T'Soni

## 外部連結
- 官方网站 （英文）